# 阿克塞尔·布劳恩斯
阿克塞尔·布劳恩斯（德語：Axel Brauns，1963年7月2日—），生於德國漢堡市，是一位患有亞斯伯格症的德國作家與製片家。

## 生平
雖然從小患有自閉症，但阿克塞尔·布劳恩斯仍然努力地從德國高級文理中學畢業，獲得申請入大學文憑，最後得以在大學修讀法律。然而在1984年他中斷了大學學業，以便完成自己一心想成為一名作家的夢想。 
據布劳恩斯自稱，他從1998年起便有意識地嘗試與人群接觸，他強迫自己走向公眾，讓自己參加寫作班，以便促進自我的創作能力，布朗斯並在之後創辦了一間文學沙龍。
在2002年於德國出版的自傳「彩影與蝙蝠—在另一個世界裡的人生」裡，布劳恩斯描述了自己從兩歲起至青少年期那段因患有亞斯伯格症而顯得特別艱難的成長歷程。早在2000年，布劳恩斯便因自傳中的一小部份摘錄而獲得漢堡自由漢薩城文學促進獎（Förderpreise für Literatur der Freien und Hansestadt Hamburg）的殊榮，此次的受獎也附帶使他獲得了將此自傳付梓的機會；這部自傳小說出版後又再度使他獲得2003年的德國圖書獎（Deutscher Bücherpreis），此外，「彩影與蝙蝠」也獲列德國明鏡雜誌（Der Spiegel）最暢銷書籍排行榜。
2004年布朗斯開始執導他首部電影「海嘯與石堆」，預計將在2007年首映。